# ビルランガ山脈

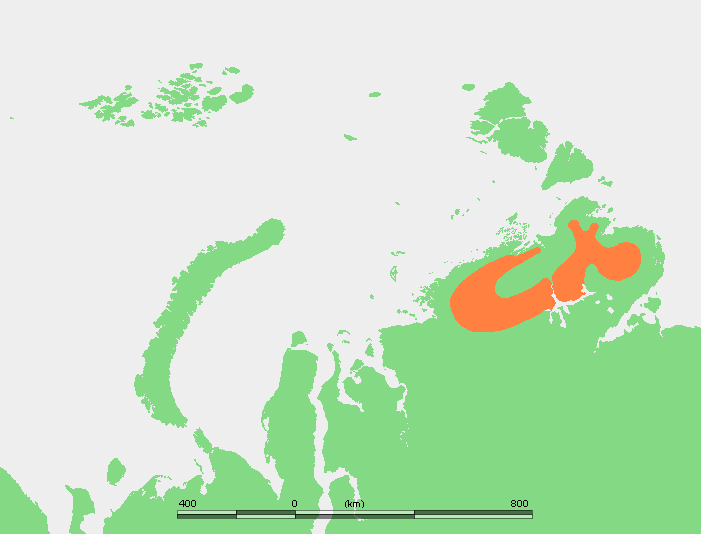
ビルランガ山脈

ビルランガ山脈（ビルランガさんみゃく、ロシア語: Быррангагоры, 英語: Byrranga Mountains）は、ロシアのクラスノヤルスク地方北部のタイミル半島にある山脈。最高峰は東部にある1,146 mのレデニコワヤ山（ロシア語: Ледниковая (гора)）。レミングやキツネなどが生息している。曲線のような形をしている。南にタイミル湖があり、北にはチェリュスキン岬がある。人口が少ない地域であり、アクセスは容易ではない。